# ألسويرث بانكر
ألسويرث بانكر (بالإنجليزية: Ellsworth Bunker)  (و. 1894 – 1984 م) هو دبلوماسي أمريكي، ولد في يونكيرس، وكان عضوًا في الأكاديمية الأمريكية للفنون والعلوم، توفي في براتلبورو، عن عمر يناهز 90 عاماً.

## مناصب
تولى منصب سفير.

## التعليم
تعلم في جامعة ييل.

## جوائز
حصل على جوائز منها:
- وسام الحرية الرئاسي
- نيشان الاستحقاق للجمهورية الإيطالية من رتبة الصليب الأعظم.

## روابط خارجية
- ألسويرث بانكر على موقع مونزينجر (الألمانية)
- ألسويرث بانكر على موقع إن إن دي بي (الإنجليزية)